# Eupetinus subaper
Eupetinus subaper är en skalbaggsart som beskrevs av Scott 1908. Eupetinus subaper ingår i släktet Eupetinus och familjen glansbaggar. Inga underarter finns listade i Catalogue of Life.